# Sick of It All
Sick of It All (SOIA) ist eine US-amerikanische Hardcore-Band aus dem New Yorker Stadtteil Queens, die 1986 gegründet wurde. In der Hardcore-Szene ist sie seit Beginn der 1990er-Jahre bekannt.

## Geschichte

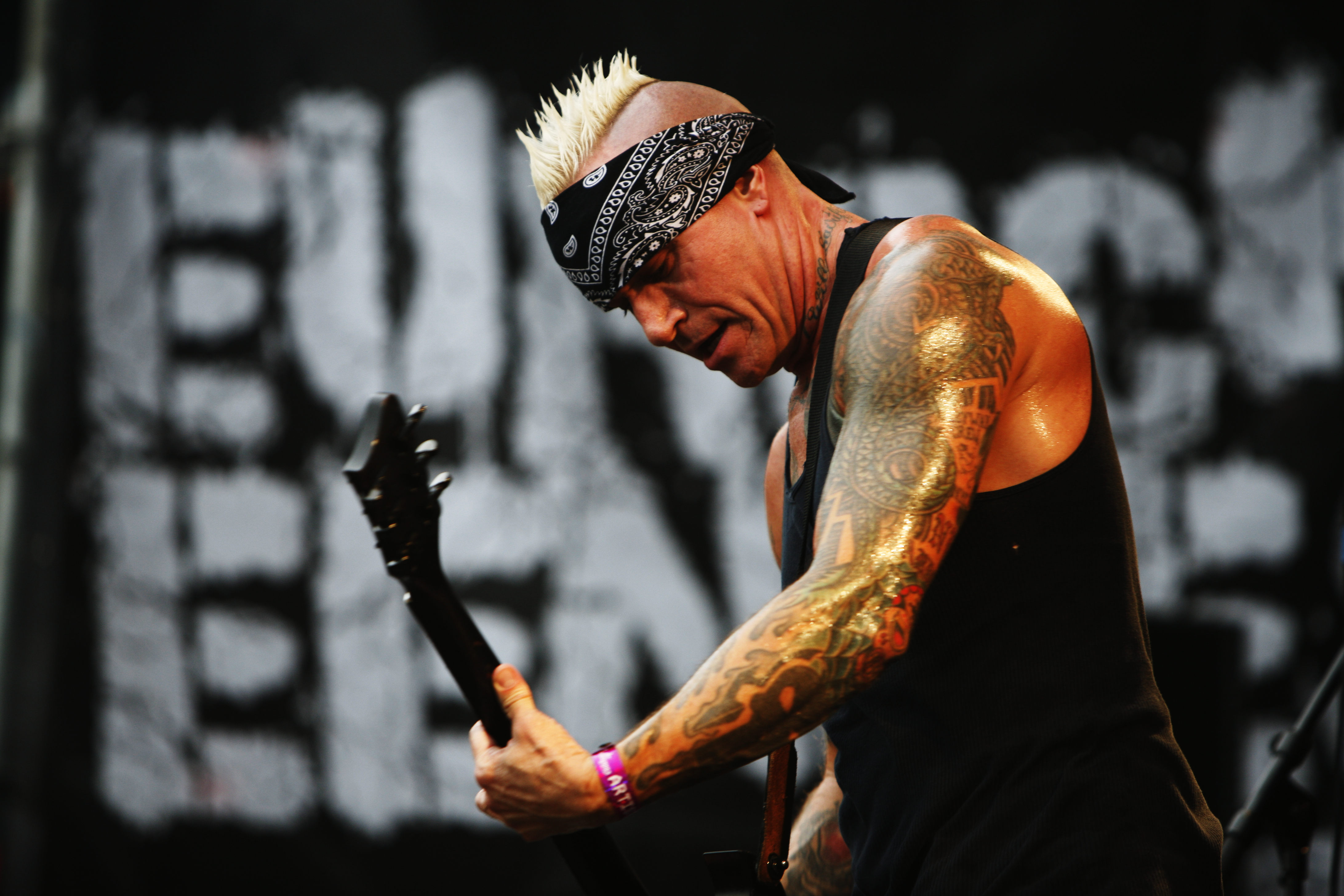
Pete Koller (2007)

Sick of It All wurden 1986 neben den New-York-Hardcore-Bands Straight Ahead und Rest in Pieces gegründet, in denen Armand Majidi und Craig Setari aktiv waren. Nachdem Bassist Mark McNielly und Schlagzeuger David Lamb die Band verlassen hatten, nahm Majidi mit den Koller-Brüdern und Rich Cipriano das erste Sick-of-It-All-Demo auf. Die Band begann, bei Sonntagnachmittagsvorstellungen im Hardcoretreffpunkt CBGB’s zu spielen. 1987 veröffentlichten sie eine Sick of it All betitelte EP auf Revelation Records. Die Band unterschrieb 1989 bei In-Effect Records und veröffentlichte im selben Jahr ihr Debütalbum Blood, Sweat and No Tears. Die Texte handeln von Politik, sozialen Ungerechtigkeiten und dem Leben auf den Straßen von New York.
Ihr Album Just Look Around wurde 1992 unter dem Label Relativity Records veröffentlicht. Es folgten die ersten Tourneen durch Europa, Südamerika und Japan. Zwei Jahre später schaffte die Band mit Scratch the Surface den Durchbruch. Das Album erschien wie auch das 1997 folgende Album Built to Last bei dem zu WMG gehörenden Major Label EastWest. 1998 wechselten Sick of It All zu Fat Wreck Chords, dem Plattenlabel von NOFX-Sänger Fat Mike, wo sie die Alben Call to Arms, Yours Truly und Life on the Ropes sowie den VHS-Film The Story so Far und den Live-Mitschnitt Live in a Dive veröffentlichten.
2005 wechselten sie zum auf Metalcore und Hardcore spezialisierten Sub-Label Abacus von Century Media, um dort 2006 ihr Album Death to Tyrants zu veröffentlichen. Das Album wurde vom renommierten Musikproduzenten Tue Madsen (The Haunted, Heaven Shall Burn, Dark Tranquillity) gemixt und erstellt, behielt aber trotzdem den typischen Sound der New Yorker Hardcore-Szene. Das Album wurde von den Fans und den Medien gleichermaßen gut aufgenommen, nachdem die Band nach einer dreijährigen Pause, in der sie auf großen Tourneen unterwegs war, wieder eine Platte herausbrachte.
Ein Jahr später erschien das Album Our Impact Will Be Felt, das auf eine geringe Stückzahl limitiert war. Im April 2010 erschien das Album Based on a True Story. Dazu erklärte die britische Metal-Community Metal Hammer:

„Trotz ihres zunehmenden Alters und des harten Wettbewerbs sind „Sick of It All“ noch immer die besten Vorbilder für die Hardcore-Szene, als auch für die gesellschaftliche Verantwortung von Nutzen. Mit Based on a True Story wird es ihnen möglich sein, die führende Position in der Szene zu halten und uns noch viele Jahre mit neuen CDs zum Staunen zu bringen.“

Das Album war das bis dahin erfolgreichste in Deutschland und erreichte auch Platz 30 der US-Heatseeker-Charts.
2024 musste die Band eine Europa-Tournee absagen, da bei Sänger Koller ein Tumor im Hals diagnostiziert worden war.

## Stil und Rezeption
Obwohl Sick of It All zumeist als Old School-Band wahrgenommen und bezeichnet wird, verarbeiteten sie auch von Anfang an Metal-Elemente in ihrer Musik, was als typisch für den East-Coast-Sound angesehen wird. Wie viele Gruppen des New York Hardcores zählen sie allerdings auch Punkrock und Oi! zu ihren Einflüssen. So finden sich im Laufe ihrer Bandgeschichte immer wieder raue Punk-Stücke neben eher groovigem Hardcore mit leichtem Metal-Einfluss.
Das deutschsprachige Online-Magazin laut.de setzte Sick of It All 2018 in seiner globalen Liste „Die 30 besten Hardcore-Bands“ auf Platz 12.

## Diskografie

### Alben
- 1989: Blood, Sweat and No Tears (In-Effect Records)
- 1992: Just Look Around (Relativity Records)
- 1994: Scratch the Surface (EastWest)
- 1995: Live in a World Full of Hate (Live) (Lost & Found Records)
- 1995: Spreading the Hardcore Reality (Lost & Found)
- 1997: Built to Last (EastWest Records)
- 1999: Call to Arms (Fat Wreck Chords)
- 2000: Yours Truly (Fat Wreck Chords)
- 2001: The Story so Far (VHS-Film) (Fat Wreck Chords)
- 2002: Live in a Dive (Live) (Fat Wreck Chords)
- 2003: Life on the Ropes (Fat Wreck Chords)
- 2004: Outtakes for the Outcast (Fat Wreck Chords)
- 2006: Death to Tyrants (Abacus Records)
- 2007: Our Impact Will Be Felt (Tributealbum) (Abacus Records)
- 2010: Based on a True Story (Century Media)
- 2011: Nonstop (Best-Of-Album, jedoch wurden die Lieder neu aufgenommen) (Century Media)
- 2014: Last Act of Defiance (Century Media)
- 2018: Wake the Sleeping Dragon! (Century Media)

### EPs
- 1987: Sick of It All (Revelation Records)
- 1991: We Stand Alone (In-Effect Records)
- 2003: Relentless (Bridge Nine Records)
- 2006: Death to Tyrants (Dead Serious Records)
- 2016: When the Smoke Clears (Century Media)